# Quelite
Los quelites (del náhuatl quilitl, «hierba comestible») son las hojas, brotes, retoños, pecíolos, tallos y hasta flores de diversas herbáceas que en México se consideran comestibles. En Honduras son conocidos como quiletes. Salvo contadas excepciones, son hierbas silvestres, esto quiere decir que no se cultivan, sino que se recolectan. La época de recolección de quelites se da en la estación lluviosa, cuando acaba la sequía y se inicia el ciclo agrícola. Se tratan de especies que pertenecen a diferentes familias botánicas, y en su mayoría son nativas americanas, aunque también incluye otras tantas traídas desde el Viejo Mundo, como el berro, la lengua de vaca o la hoja del nabo. En función de las fuentes, el número de especies de quelites varía entre las 200 y las 300, aunque en un sentido amplio, el término abarca hasta 500 especies.
En gastronomía, los quelites tienen la misma consideración que las verduras de hoja, ya que se incluyen frescos en ensaladas, o bien cocidos en guisos, sopas, frituras... etc. otros en cambio son hierbas aromáticas y se usan como condimento. En el aspecto nutricional, son una fuente de vitaminas, minerales, ácido fólico y fibra entre otros.
Dependiendo de cada quelite, la acción humana está más o menos presente. Muchos son yerbas silvestres, como el xonequi, el tequelite, el acedillo o el basiáwari, en tanto que otras están domesticadas, como las flores de calabaza, la verdolaga, la chaya o los romeritos. Algunos son comunes en todo el país, como el epazote, la verdolaga o el huauzontle, mientras que otros son más típicos de una región particular, como el alache en Hidalgo, el chepil en Oaxaca o la chaya en Yucatán.

## Terminología

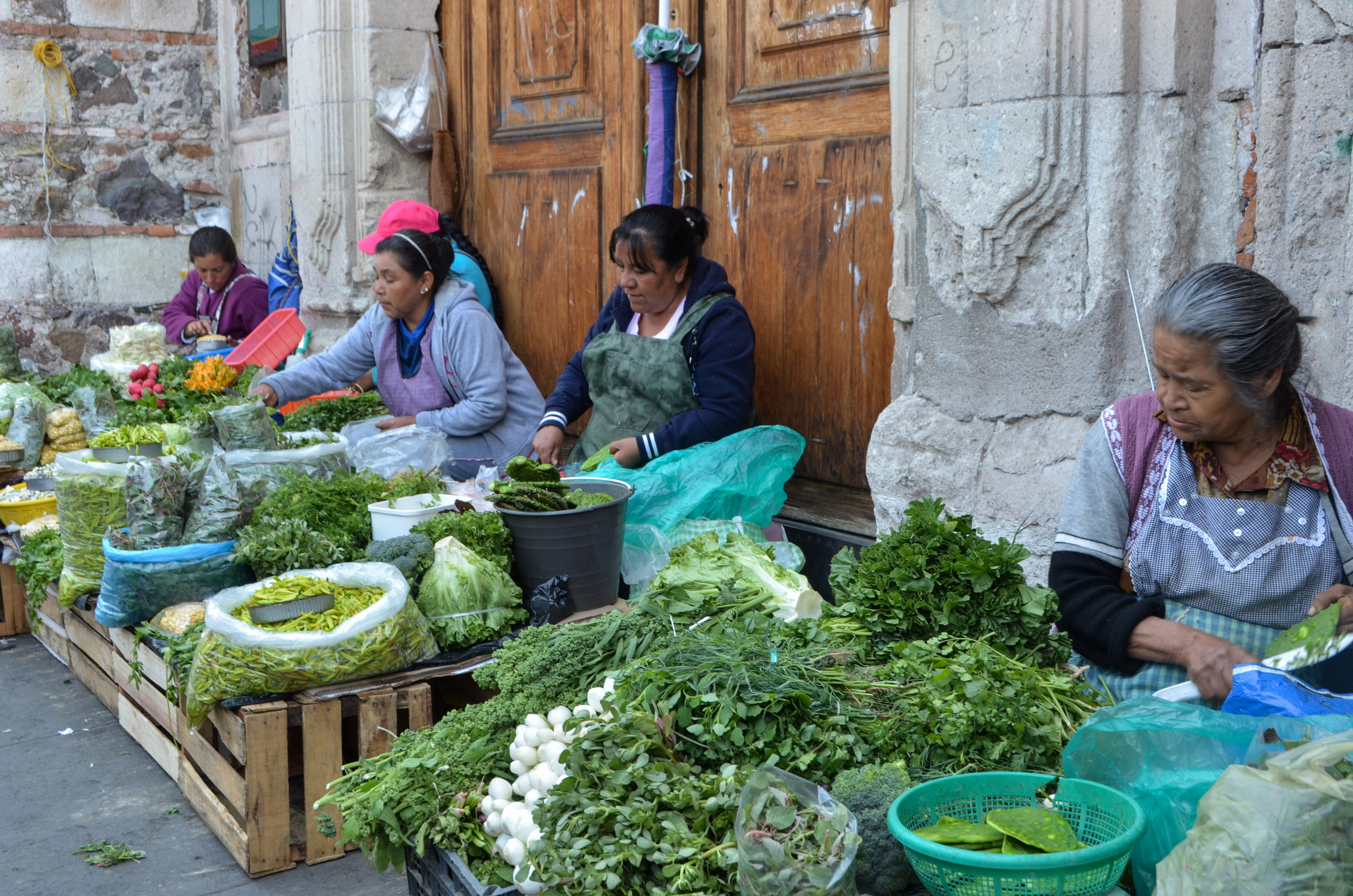
Mujeres vendiendo quelites frescos en una plaza de Pachuca de Soto.

El término más común para referirse a las plantas comestibles es «quelite» que en náhuatl (quilitl) se da en forma genérica para cualquier planta, vegetal o herbácea, frecuentemente yuxtapuesta: xocoquilitl, tomaquilitl... 
Otro nombre común es kuarra. En Chihuahua se les refiere también como mecuasares. Además, la denominación varía también en función de cada comunidad indígena:
- Entre los mixtecos, yiwa o yube
- Entre los otomíes mezquitales o ñahñus, k'ani
- Entre los p'urhépecha, xakua
- Entre los rarámuris o tarahumaras, guilibá
- Entre los totonacos, kaka
- Entre los tzeltales, bok itah
- Entre los tzoltziles o sotz'leb, itaj

Según la RAE, se denomina «quelital» al terreno poblado por quelites, y «quelitero» la persona quien los recoge. Debido a la consideración social negativa que se tiene de los quelites («comida de pobres»), especialmente en las zonas rurales, ser quelitero es un rasgo despectivo.

## Historia
Gracias a diversos códices escritos poco después de la conquista podemos saber que los indígenas ya consumían habitualmente quelites desde época prehispánica. En el capítulo VII del undécimo libro del códice Historia general de las cosas de Nueva España (1585; popularmente conocido como Códice Florentino), se registran cerca de 100 tipos de quillitl y se explica que los indígenas los comen crudos, cocidos...
Históricamente, en la agricultura de México los quelites han tenido bastante poco impacto económico, considerándose «comida de pobres», no obstante su función en la dieta prehispánica es fundamental; Muchas culturas indígenas del desierto han sobrevivido a las sequías gracias al consumo quelites. Los quelites también fueron esenciales más al norte para el desarrollo de la agricultura precolonial de las Grandes Llanuras, actual Estados Unidos, donde sin embargo han desaparecido completamente. En el contexto de la industrialización de la alimentación, proceso lento que se ha venido dando en todo el mundo desde el siglo XX, los quelites han sido desplazados por la comida de masas, su producción ha sido mermada y su consumo casi ha desaparecido en las grandes ciudades del país. Algo similar ocurre con las chinampas, el sistema rotatorio de las milpas y otros elementos fundamentales de la tradición agrícola mesoamericana que no desaparecieron ni siquiera con la colonización.

## Domesticación
Según la Comisión Nacional para el Conocimiento y Uso de la Biodiversidad (CONABIO) del Gobierno de México, las formas de manejo (es decir, la intervención humana), varían de menor a mayor:
1. El estado silvestre, en el que la intervención humana es nula o mínima.
2. La tolerancia, cuando se incluyen prácticas dirigidas a mantener, dentro de ambientes modificados, plantas útiles que existían antes de que los ambientes fueran transformados por el ser humano.
3. La protección, cuando se incluyen cuidados como la eliminación de competidores y depredadores, la aplicación de fertilizantes y podas, la protección contra heladas... etc., con el fin de salvaguardar algunas plantas útiles.
4. El fomento, cuando se incluyen estrategias dirigidas a aumentar su producción a gran escala.
5. El cultivo habitual de la especie.
6. La completa domesticación de la especie.

## Lista de quelites

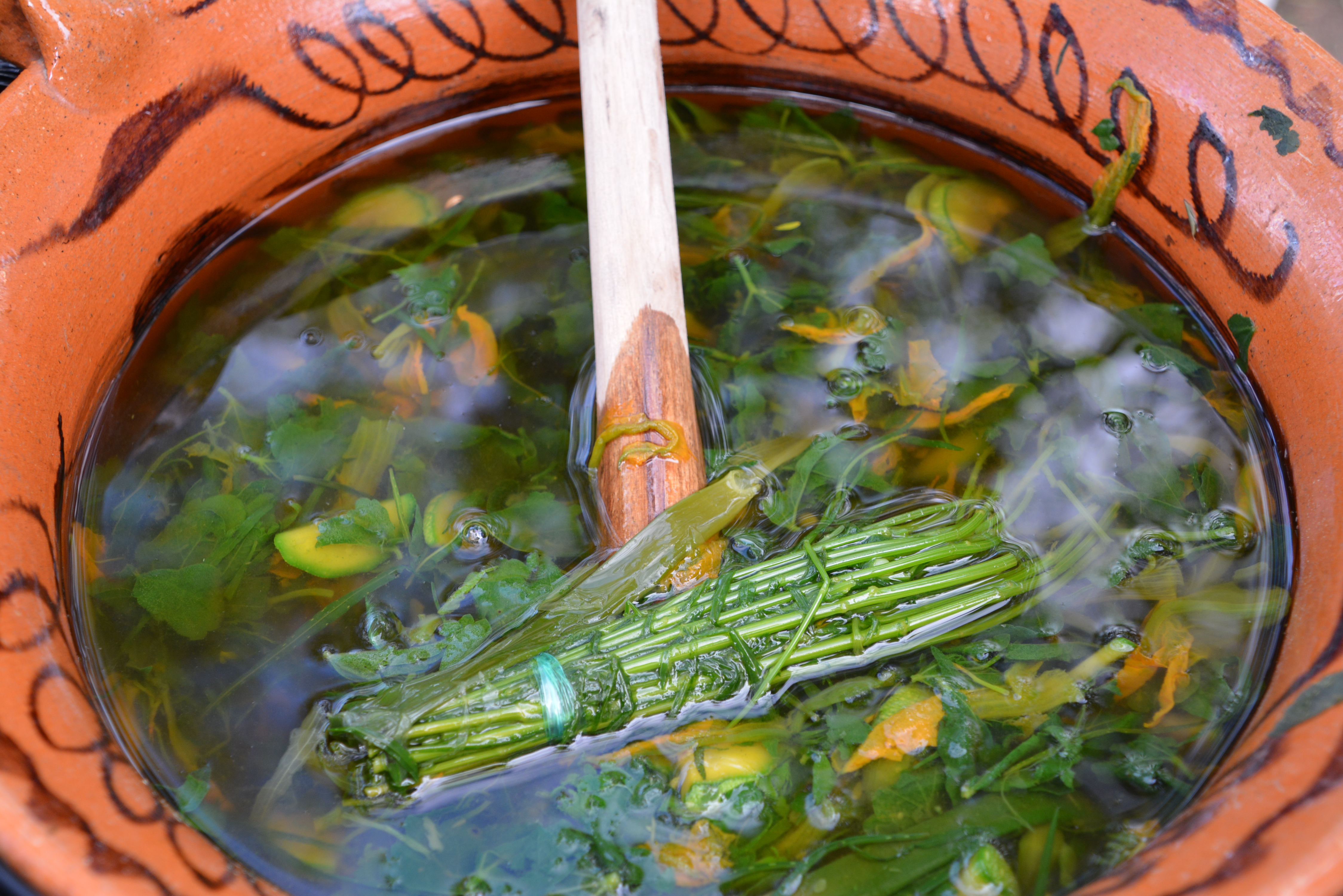
Caldo de quelites en San Pedro Cholula.

Al ser hierbas consumidas a escala local en diferentes regiones, un mismo quelite puede tener multitud de nombres. También es posible que diferentes especies del mismo género, muy parecidas entre sí, puedan tener un único nombre. Por ello esta lista se organiza según el nombre científico, con los diferentes nombres comunes al lado. Si se consume en alguna región concreta, se indica entre paréntesis.
- Amaranthus hybridus: quintonil (centro),
- Amaranthus palmeri: quintonil (noreste),
- Amaranthus retroflexus: quintonil
- Amaranthus blitoides: quintonil (norte y centro)
- Amaranthus cruentus: quintonil (centro y sur).
- Anoda cristata: alache
- Arracacia edulis: basiáwari
- Arthrostemma ciliatum: acedillo
- Brassica napus: hoja de nabo
- Brassica rapa: flor de nabo
- Chenopodium album: quelite cenizo
- Chenopodium nuttalliae: huauzontle
- Cicer arietinum: quelite de garbanzo (Sinaloa)[12]
- Cnidoscolus aconitifolius: chaya
- Colocasia esculenta: malanga, makal, quelite de cobija, camote malango
- Cosmos parviflorus
- Crotalaria longirostrata: chepil, chipil, chipilín
- Cucurbita: de la calabaza, se consideran quelites las guías y las flores
- Dysphania ambrosioides: epazote
- Erythrina caribaea: gásparo
- Euphorbia graminea: quelite fraile, onob-kax (maya), yiwa xuxua (mixteco)
- Evolvulus alsinoides
- Galinsoga parvifolia: piojito
- Heliconia schiedeana: papatla, papatlahuac
- Hydrocotyle ranunculoides: malacote
- Ipomoea dumosa: xonequi
- Jacobina candicans: quelite de invierno, sehuáchili (tarahumara), espuela de caballero (Sinaloa),
- Lepidium virginicum: pata de cuervo, mixixiquilitl (náhuatl), putka o putxiu (maya), so'chili (tarahumara), xixinda (náhuatl), comida de pájaro (Jalisco), lentejilla (CdMX), mixixi (Puebla).[13]
- Leucaena leucocephala: huaxquelite
- Liabum glabrum
- Monarda austromontana
- Peperomia lenticularis
- Peperomia peltilimba: tequelite
- Phytolacca icosandra: jabonera, mazorquita
- Piper auritum: hoja santa, hierba santa, acuyo, tlanepa
- Pisum sativum: quelite de chícharo
- Porophyllum tagetoides: pipicha
- Porophyllum macrocephalum: pápalo, papaloquelite
- Portulaca oleracea: verdolaga
- Quercus crassifolia: hoja de encino
- Rumex crispus: lengua de vaca, quelite de amamashtlatl, quelite de amamastla
- Rumex hymenosepalus: lengua de vaca, quelite de amamashtlatl, quelite de amamastla
- Salvia misella: lengua de toro
- Sechium edule: guías de chayote
- Sinclairia glabra
- Solanum americanum: hierbamora, yerbamora
- Solanum nigrum: hierbamora, yerbamora
- Solanum nigrescens: hierbamora, yerbamora
- Sonchus oleraceus: quelite de cristiano, quistianoquilit (náhuatl), lechuguilla, caxta'lan kak (totonaco)[14]
- Stellaria ovata: quelite de llovizna, ahuechquilit (náhuatl), sca'ma (totonaco), matanza (El Tajín, Veracruz)[15]
- Suaeda torreyana: romerito
- Tinantia erecta: pata de gallo
- Tridax coronopifolia: yerba de conejo
- Xanthosoma robustum: mafafa
- Xanthosoma sagittifolium: anona, macal, ¿quelite de tarabundín?
- Xanthosoma violaceum: apish, caporte de jardín, tequescamote
- Xanthosoma yucatense: macal

### Florilegio

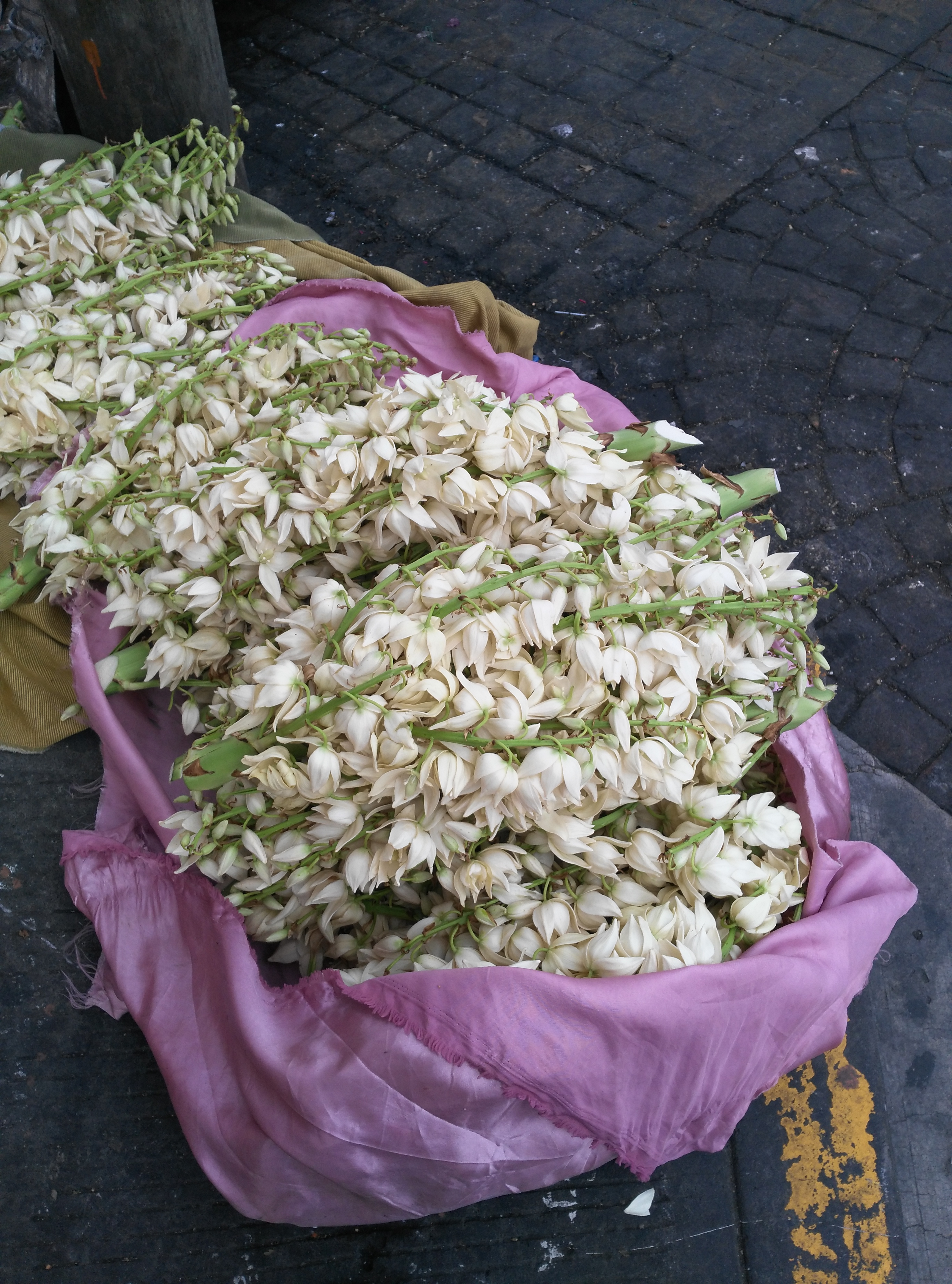
Flor de izote.

En la gastronomía mexicana rural e indígena aun es común encontrar el consumo de diversas flores. La más popular es la flor de calabaza, aunque no la única:
- Flor de calabaza
- Flor de gasparitos o pemuches
- Flor de chachana
- Flor de colorín
- Flor de izote
- Flor de maguey
- Flor de cocuite
- Flor de ortiga
- Flor de encino
- Flor de maíz
- Flor de plátano